# Achyrospermum aethiopicum
Achyrospermum aethiopicum là một loài thực vật có hoa trong họ Hoa môi. Loài này được Welw. mô tả khoa học đầu tiên năm 1869.